# Sarah Mathilde Domogala
 (décembre 2018).
Sarah Mathilde Domogala, née le 23 février 1978 à Geleen, est une réalisatrice et scénariste franco-néerlandaise.

## Filmographie
- 2003 : Dedicated - battle for the public space
- 2007 : Things behind the sun
- 2007 : Moon en het Wolvenmeisje
- 2009 : Dutch Design Fashion Architecture
- 2010 :  All we ever wanted[2]
- 2013 : It Is in the Sky

## Vidéoclips
- 2004 : Le chanteur Rfx sur le titre Scarfaced
- 2008 : Le groupe de rock Krezip sur le tire Go To Sleep
- 2008 : L'auteure-compositrice-interprète Ilse DeLange sur le titre Miracle
- 2012 : Le disc jockey Pitto (nl) sur le titre Walking By The Sea